# Molenwerf (Tholen)
Molenwerf is een buurtschap in de gemeente Tholen, in de Nederlandse provincie Zeeland. Het ligt aan de zuidwestkant van het eiland Tholen. De buurtschap ligt aan de doorgaande provinciale weg N286 (voorheen Molenweg) ter hoogte van de kruising Haakweg, ongeveer halverwege Sint-Maartensdijk en Stavenisse.
Molenwerf heeft geen eigen plaatsnaamborden – wat bij veel buurtschappen in Nederland wel het geval is – zodat je ter plekke alleen aan de wat verdichte bebouwing kunt zien dat je de buurtschap binnen komt of verlaat.
De buurtschap Molenwerf omvat ca. 25 huizen met ca. 60 inwoners.
Steden: Sint-Maartensdijk · Tholen

Dorpen: Anna Jacobapolder · Oud-Vossemeer · Poortvliet · Scherpenisse · Sint-Annaland · Sint Philipsland · Stavenisse

Buurtschappen: Botshoofd · De Sluis · Gorishoek · Malland · Molenvliet · Molenwerf · Mosselhoek · Onder de Molen · Oud Kerkhof · Oudeland · De Rand · Rijkebuurt · Schoondorp · Steenenkruis · Strijenham · Westkerke

Zeeland: Steden en dorpen in Zeeland      Nederland: Provincies · Gemeenten